# Železniční trať Říčany – Kostelec nad Černými lesy

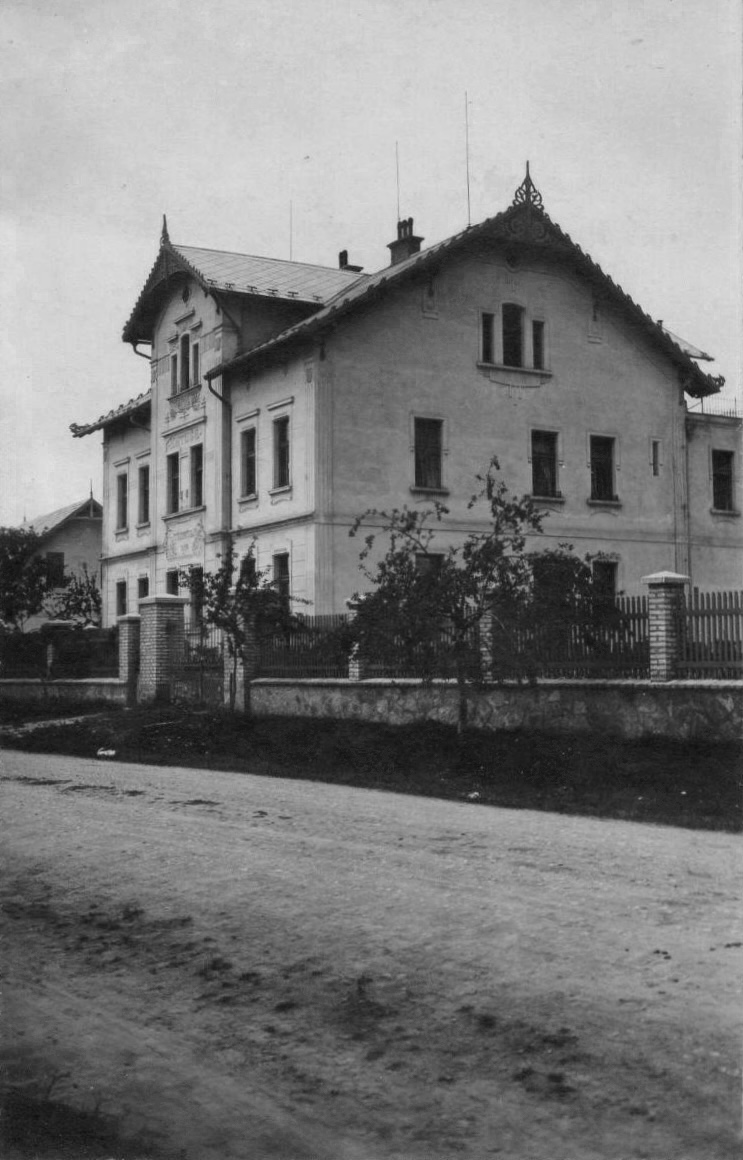
Údajná nádražní budova Mukařov-Svojetice v Mukařově u nikdy nepostavené železniční trati Říčany – Kostelec nad Černými lesy. Budova sloužila různým účelům a stojí dodnes. V současnosti je v ní restaurace. Fotografie pochází z pohlednice pravděpodobně ze 30. let 20. století.

Železniční trať Říčany – Kostelec nad Černými lesy je nerealizovaná železniční trať, která byla na začátku 20. století plánována z Říčan přes Mukařov a Vyžlovku do Kostelce nad Černými lesy.

## Historie
Kostelec nad Černými lesy byl počátkem 19. století významným hospodářským centrem a správním centrem lichtenštejnských statků. Město leželo na staré obchodní stezce a zažívalo rušný život, který ještě více vzrostl po výstavbě státní silnice z Prahy do Kutné Hory. Díky tomu zde fungovalo i okresní hejtmanství pro říčanský a českobrodský obvod.
Další rozvoj města a celého regionu byl však poznamenán výstavbou železniční trati z Prahy na Moravu v letech 1843–1845, která vedla přes nedaleký Český Brod. Po zprovoznění dráhy byl celý region odsunut mimo ruch důležitého dopravní spojení a přesunuto bylo i sídlo okresního úřadu, z Kostelce do Českého Brodu.
Obyvatelé Kostelce začali vnímat, že bez železnice město nebude schopné konkurovat okolním lokalitám a zajistit si další ekonomický rozvoj. Proto se již od roku 1879 město začalo domáhat zřízení lokální dráhy.
Na schůzi obecního výboru v květnu roku 1891 byl projednáván návrh o zřízení dráhy z Říčan přes Kostelec, Kouřim, Zásmuky, Kutnou Horu do Čáslavi. Další varianta byla o něco později. Komise konaná v srpnu 1897 však nedoporučila projektovanou podobu dráhy z Uhříněvsi přes Škvorec do Kostelce a do Kouřimi, z důvodu nevhodného terénního profilu a s tím spojenou velkou finanční náročností.

### Dráha z Říčan do Kostelce
Nejblíže k úspěšné realizaci měla snaha o vybudování dráhy do Kostelce na počátku 20. století. Ta došla do velmi pokročilého stádia. Iniciativa vzešla od kosteleckých obyvatel, kteří na začátku září 1905 předložili obecnímu výboru memorandum podepsané 140 občany s požadavkem zahájit kroky k získání koncese na výstavbu dráhy z Říčan do Kostelce. Tato iniciativa získala 30. září 1905 na schůzi obecního výboru podporu a následně byla vytvořena dvanáctičlenná komise v čele se starostou města Bedřichem Kašem, jejímž úkolem bylo starat se o uskutečnění plánu.
Na ustavující schůzi komise, která se konala 8. listopadu 1905, bylo rozhodnuto o vyslání tříčlenné delegace k dr. Josefu Fořtovi, sekčnímu šéfovi ministerstva železnic, s cílem získat podporu pro projekt. Původně se uvažovalo o trase vedoucí z Vysočan přes Škvorec a Kostelec do Kutné Hory, ale tento nápad byl brzy zamítnut. Výhodnější se zdál plán právě na trať z Říčan do Kostelce. Další delegace byla vyslána k poslanci inženýru Janu Kaftanovi do Prahy, aby získali radu ohledně subvence, a k radovi Böhmovi u zemského výboru, aby žádost o subvenci podpořil. Jednání s dr. Fořtem bylo úspěšné – bylo přislíbeno, že státní subvence může dosáhnout až 75 % nákladů na stavbu, přičemž zemská subvence by činila 5-10 %, zbytek by museli upsat místní zájemci formou akcií.
Na schůzi konané 17. dubna 1906 byl dosavadní postup schválen a bylo doporučeno pokračovat v jednání s inženýrem Kaftanem. Bylo také rozhodnuto, že trať povede z Říčan do Kostelce, což nejlépe odpovídá potřebám regionu. Inženýr Kaftan navrhl, aby komise kontaktovala inženýra Hamera ze zemského výboru ohledně dalších informací o subvencích. Na pozvání komise se Hamer zúčastnil schůze dne 25. května 1906 a potvrdil informace dr. Fořta. Bylo stanoveno, že státní garance může dosáhnout až 70 % stavebních nákladů, zemská subvence 15 % a 5 % tvořily kmenové akcie vlády. Zbylých 10 % nákladů by muselo být uhrazeno v hotovosti před zahájením stavby. Celkové náklady byly odhadnuty na 2 miliony korun. Inženýr Hamer také doporučil podat žádost na ministerstvo železnic o udělení koncese k předběžným pracím.
Mezitím projevila zájem o stavbu dráhy i Kouřim, která navrhovala prodloužení trati až do jejich města. Kostelec proti tomu neměl námitky, pokud by se Kouřim poměrným dílem podílela na nákladech. Kouřim se však nakonec k této spolupráci nepřipojila.
Na konci října 1906 přijel do Kostelce vrchní komerční inženýr zemského výboru Antonín Kottnauer, aby osobně zkontroloval celou plánovanou trasu železnice. Na základě jeho zjištění měla trať délku 15 kilometrů (podle jiného zdroje 16,2 km) a náklady na stavbu byly odhadnuty na 1,6 milionu korun. Roční příjem dráhy byl odhadován na 60 000 korun. Současně propočítal provozní výdaje, úroky a amortizaci, což vyvolalo obavy z nízké rentability projektu. Další nepříznivou zprávou byly dopisy říšského poslance dr. Antonína Sobotky, který upozornil, že podle jeho zjištění bude mít projekt dráhy Říčany – Kostelec mnohé problémy a nízký očekávaný příjem. Proto doporučoval zaměřit se spíše na trať na Český Brod, nebo využít státní poštovní automobily. Komise i výbor však tuto možnost zamítly.
Ministerstvu ve Vídni byla podána žádost o koncesi na předběžné práce, která byla rychle schválena. Dne 29. ledna 1907 c. k. ministerstvo železnic udělilo Bedřichu Kašovi koncesi k provedení předběžných technických prací na stavbu dráhy z Kostelce do Říčan na šest měsíců. 
V březnu 1907 se přihlásili zástupci obce Škvorec s návrhem, aby trať vedla přes Mukařov, Doubek a Škvorec do Úval. Obec byla ochotna nést poměrné náklady a zajistit pozemky, ale tento návrh byl 17. března 1907 zamítnut.
V druhé polovině roku 1907 předložil inženýr Hamer obci generální plány a podal potřebná vysvětlení železniční komisi. Komise potom rozhodla a byly navrženy zastávky u Vojkova, u obce Srbín pod názvem Mukařov-Svojetice, další stanice ve Vyžlovce s označením Vyžlovka-Jevany a konečná stanice v Kostelci, ktera měla být mezi Jevanskou a Konojedskou silnicí (naproti bývalé cihelně). Plány byly následně předloženy c. k. ministerstvu železnic s žádostí o jejich urychlené schválení. Současně bylo zahájeno upisování podílů pro akciovou společnost. Ve schůzi obecního výboru 20. listopadu 1907 bylo oznámeno, že v Kostelci bylo upsáno již 183 kusů akcií v hodnotě 36 000 korun a upisování pokračovalo.
Dne 12. února 1908 se konala revize trati a navržených zastávek za přítomnosti dr. Fořta. Navržená trasa byla schválena s drobnými úpravami. Projekt dráhy schválilo c. k. ministerstvo železnic dne 16. dubna 1908, přičemž stavební rozpočet byl stanoven na 1 709 800 korun. Inženýři Hamer a Khodl pracovali na detailech projektu a rozpočtu. Po jeho doplnění nařídilo 31. prosince 1908 c. k. ministerstvo železnic provedení politické pochůzky trati, která proběhla od 14. do 20. dubna 1909. Protokol z tohoto řízení dokazuje, že byla navržena pouze drobná doplnění a pro celý projekt to vypadalo příznivě.
Dne 30. června 1909 se proto vydala deputace do Vídně k ministerstvu železnic, aby podala žádost o státní garanci. Současně byla vedena jednání o zemské subvenci. Deputace pokračovala v intervencích na všech úrovních, aby zajistila zařazení projektu dráhy do připravovaného říšského zákona o drahách nižšího řádu, kterým byla těmto drahám zaručena státní garance.
Na začátku roku 1910 c. k. ministerstvo železnic schválilo detailní projekt (výměrem ze dne 17. února 1910), ale zároveň nařídilo ředitelství státních drah ještě přezkoumat možnou rentabilitu dráhy. Vyjádření z Vídně přišlo po dlouhém čekání až 17. dubna 1912. Železniční komise na říšské radě projekt dráhy Říčany – Kostelec zařadila do druhého pořadí drah, které měly být v následující době postaveny.
Toto rozhodnutí znamenalo odsunutí realizace projektu o několik let. Ke stavbě dráhy by tak mohlo dojít nejdříve za 5 až 7 let. Mezitím však vypukla první světová válka, která mimo jiné znamenala, že na stavbu dráhy již nebyl čas ani finanční prostředky. Po skončení války, zřejmě i kvůli finanční situaci, již nebyla velká vůle se k původnímu záměru vrátit a projekt železnice se pomalu dostal do zapomnění. Železniční trať z Říčan do Kostelce nad Černými lesy tak nikdy nevznikla.
Ironií osudu byly také nepravdivé spekulace, které se začaly šířit o příčinách neúspěchu. Nejrozšířenější z nich obviňovala kosteleckého starostu Bedřicha Kašeho, že projekt dráhy záměrně sabotoval ze strachu, že by železnice mohla ohrozit jeho povoznickou živnost. Tato nepodložená pomluva přetrvala několik desítek let. Paradoxně právě tato trať by však mohla být vrcholem Kašovy dlouholeté veřejné práce a jeho trvalým odkazem.

## Plány na kolejové spojení města v současnosti
V roce 2013 se na veletrhu Czech Raildays objevily v rámci přednášky organizace ROPID o budoucnosti regionální osobní železniční dopravy v pražském regionu dvě zmínky o kolejovém spojení města. Jednalo se o projekt vlakotramvaje do Kostelce nad Černými lesy a také o novou železniční trať v úseku Kostelec nad Černými lesy – Kouřim, kde by došlo k napojení na stávající trať do Peček.

### Studie z roku 2017
V roce 2017 nechal Středočeský kraj vypracovat studii na zlepšení dopravní dostupnosti v okolí Prahy. Obsahem studie byl návrh na propojení Kostelce nad Černými lesy s Prahou kolejovou dopravou s cílem nahradit dopravu autobusovou. Studie byla vypracována ve dvou hlavních variantách. Celková vzdálenost, kterou by bylo potřeba překonat se pohybuje kolem 35 km v závislosti na trasování varianty.
První a základní varianta předpokládá využití vlakotramvaje a vybudování tramvajové trati do Kostelce. Její začátek má být u nové železniční zastávky, respektive odbočky z trati Praha–Benešov mezi zastávkou Praha-Kolovraty a stanicí Říčany. Vedení této varianty prakticky kopíruje trasu silnice I/2 a pouze v oblasti Říčan nabízí dvě dílčí podvarianty (severní a jižní), které se snaží vyhnout nejvytíženější Černokostelecké ulici a poté pokračují shodně. V Kostelci je trasa vedena ulicí Pražská a dále Jevanská, na jejímž konci je zakončena obratištěm. Návrh rozmístění zastávek převážně kopíruje polohy současných autobusových zastávek. Nevýhodou této varianty je nemožnost umístění tratě v intravilánech většiny obcí na trase na samostatný zvýšený tramvajový pás. Kolej sdílená se silniční dopravou by měla negativní dopad na plynulost provozu, která by bylo podobná současnému autobusovému spojení.
Druhá alternativní varianta je vedena odbočkou z železniční trati Praha–Kolín v železniční stanici Praha-Běchovice. Následně je vedena v koridoru plánované nové trasy silnice I/12 kolem Běchovic. Přibližně na úrovni Květnice se trasa stáčí jižně směrem ke Škvorci, Doubravčicům a konečně Kostelci. Tato trasa je vedena výhradně po vlastním tělese pouze s křížením pozemních komunikací. Díky tomu by měla být minimálně ovlivněna nekolejovou dopravou. V Kostelci je trasa a její zakončení možné jako u první varianty, případně může město od severu obejít po jihozápadní straně, což by umožnilo využití i těžších elektrických jednotek typu light rail, které by měly být bez problémů použitelné i na běžné železniční síti.
Podle studie jsou však obě varianty závislé mimo jiné také na uvolnění kapacity stávajících železničních tratí. K jejich částečnému uvolnění by mělo dojít až po realizaci nových vysokorychlostních tratí. Jako vhodnou alternativu zmiňuje studie i možnost vycházející z jižní podvarianty, a to odbočení nové železniční trati vlevo ze stávající trati Praha–Benešov v prostoru za železničním přejezdem v ulici Olivova v Říčanech. Tato trať by parametry odpovídala regionální dráze, nebyla by dotčena hustým silničním provozem, díky čemuž by bylo možné využít konvenční železniční vozidla. Směřování této tratě by bylo totožné se silnicí I/2 a k překonání obydlených oblastí by bylo nutné využít krátké tunelové úseky. Ukončení tratě by pravděpodobně nebylo v Kostelci, ale až v Kouřimi, kde by byla propojena se stávající tratí do Peček.